# زوزانا مورری
زوزانا مورِری (انگلیسی: Zuzana Mauréry؛ زادهٔ ۲۳ سپتامبر ۱۹۶۸) بازیگر تلویزیون، سینما و تئاتر و همچنین خواننده اهل کشور اسلواکی است. وی از سال ۱۹۸۵ میلادی تاکنون مشغول فعالیت بوده‌است.
از فیلم‌ها یا برنامه‌های تلویزیونی که وی در آن نقش داشته‌است می‌توان به سوختن در باد اشاره کرد.